# 체르스키산맥

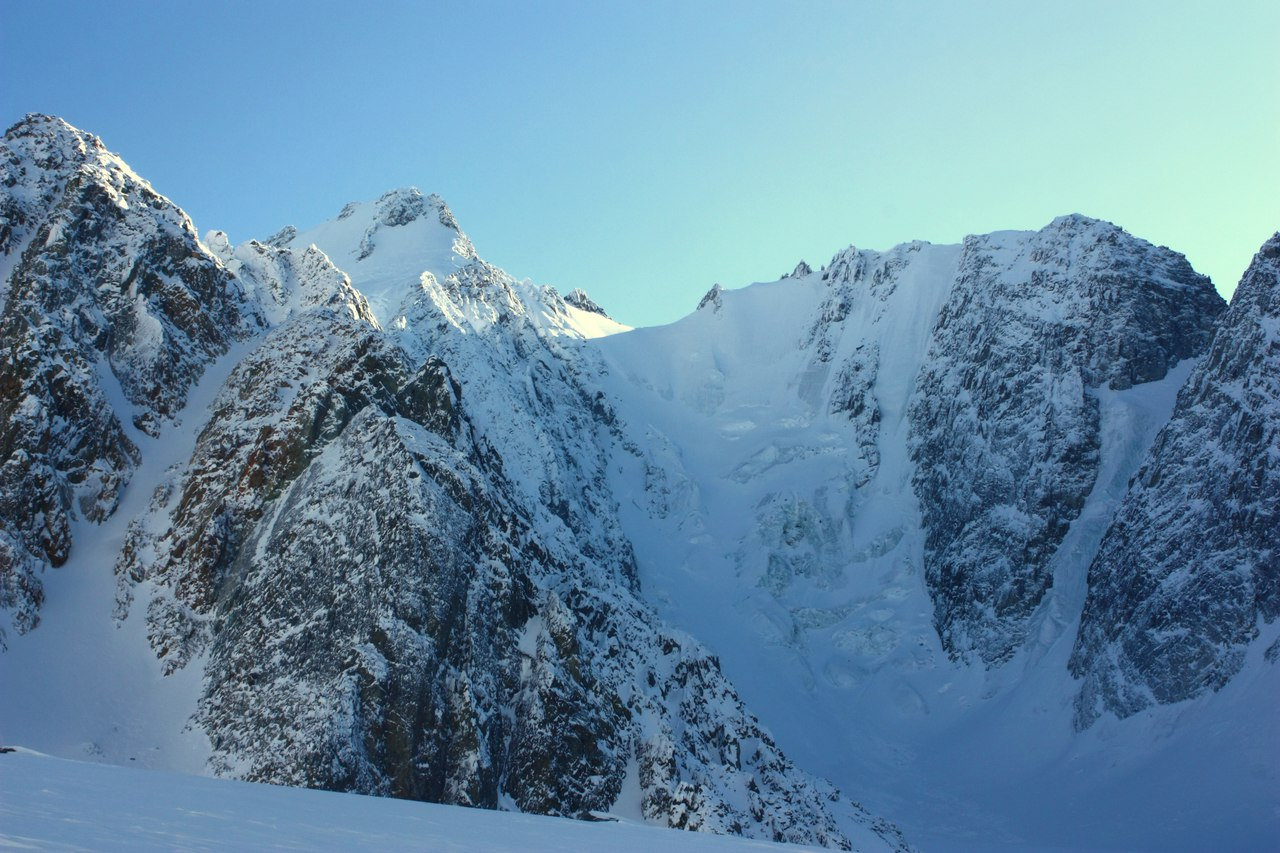

체르스키산맥(러시아어: Хребет Черского, 야쿠트어: Черскэй хайалара, 로마자 표기: Cerskey qayalara)은 야나강과 인디기르카강 사이에 있는 시베리아 북동부의 산맥이다. 행정적으로 이 지역은 사하 공화국에 속하지만 동쪽의 작은 부분은 마가단 주에 속한다. 이 범위에서 가장 높은 봉우리는 울라칸-치스테이 산맥의 일부인 3,003미터(9,852피트) 높이의 포베다 봉우리이다. 이 범위에는 인나크산(Mat'-Gora) 및 키길랴크 암석층과 같은 전통적인 야쿠트 문화의 중요한 장소도 포함된다.
모마 자연공원(Moma Natural Park)은 산맥 남쪽 지역에 위치한 보호 지역이다.